# Simulium incognitum
Simulium incognitum es una especie de insecto del género Simulium, familia Simuliidae, orden Diptera.
Fue descrita científicamente por Adler & Mason, 1997.